# Sorcy-Saint-Martin
Sorcy-Saint-Martin é uma comuna francesa na região administrativa de Grande Leste, no departamento de Meuse. Estende-se por uma área de 21,72 km². Em 2010 a comuna tinha 1 117 habitantes (densidade: 51,4 hab./km²).